# Оляновская, Людмила Александровна
Людмила Александровна Оляновская (укр. Людмила Олександрівна Оляновська; 20 февраля 1993 года, Киев) — украинская легкоатлетка (спортивная ходьба), заслуженный мастер спорта Украины (2015), призёр чемпионата мира (2015) и Европы (2014) по лёгкой атлетике. Обладательница действующих национальных рекордов Украины по спортивной ходьбе на дистанциях от 5000 м до 20 км.
На период с 30 ноября 2015 по 29 ноября 2019 Федерация лёгкой атлетики Украина запретила принимать участия в соревнованиях за нарушение антидопинговых правил.
В июне 2024 года на чемпионате Европы в Риме Оляновская стала третьей на дистанции 20 км, уступив двум итальянкам.

## Спортивные достижения
| Дистанция | Соревнования                                                             | Город, страна      | Дата             | Результат | Место |
| --------- | ------------------------------------------------------------------------ | ------------------ | ---------------- | --------- | ----- |
| 5000 м    | Командный чемпионат Украины по лёгкой атлетике                           | Киев, Украина      | 4 июня 2014      | 20:15,71  | NR    |
| 10 км     | Международный многодневный турнир по спортивной ходьбе AROUND TAIHU 2015 | Сучжоу, Китай      | 27 сентября 2015 | 42:01     | NR    |
| 20 км     | Чемпионат Европы по лёгкой атлетике среди молодёжи 2013                  | Тампере, Финляндия | 14 июля 2013     | 1:30:37   | 2     |
| 20 км     | Чемпионат Европы по лёгкой атлетике 2014                                 | Цюрих, Швейцария   | 14 августа 2014  | 1:28.07   | 2     |
| 20 км     | Чемпионат Европы по лёгкой атлетике среди молодёжи 2015                  | Таллинн, Эстония   | 12 июля 2015     | 1:28:41   | 3     |
| 20 км     | Кубок Европы по спортивной ходьбе 2015                                   | Мурсия, Испания    | 17 мая 2015      | 1:27:09   | NR7   |
| 20 км     | Чемпионат мира по лёгкой атлетике 2015                                   | Пекин, Китай       | 28 августа 2015  | 1:28.13   | 3     |